# Blackstonia grandiflora
Blackstonia grandiflora är en gentianaväxtart som först beskrevs av Domenico Viviani, och fick sitt nu gällande namn av René Charles Maire. Blackstonia grandiflora ingår i släktet Blackstonia och familjen gentianaväxter. Inga underarter finns listade i Catalogue of Life.